# Танаджиб – Маніфа
Танаджиб – Маніфа – трубопровід, що входитиме до інфраструктури саудійського газопереробного заводу Танаджиб, запуск якого запланований на 2025 рік.
До складу ГПЗ Танаджиб входитиме установка фракціонування гомологів метану, отримані на якій етан, пропан та бутан спрямовуватимуться на потреби нафтохімічної промисловості по трубопроводу Танаджиб – Джубайль. В той же час пентани (фракція С5) мають передаватись по трубопроводу довжиною 61 км та діаметром 150 мм до району берегової установки нафтового родовища Маніфа із подальшим додаванням в нафтопровід Маніфа – Джуайма.